# کونیشی شینانو

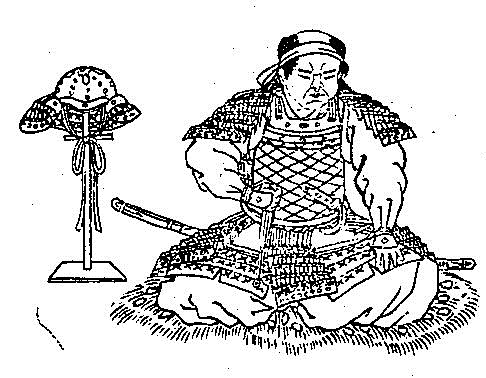
Kunishi Shinano

کونیشی شینانو (به ژاپنی: 国司親相 Kunishi Shinano); ۲۲ ژوئیهٔ ۱۸۴۲ – ۹ دسامبر ۱۸۶۴) سامورایی در خدمت دایمیوی قلمروی چوشو بنام موری تاکاچیکا بود. وی یکی از رهبران شورش کینمون بود.